# José María Díaz Bancalari
José María Díaz Bancalari (San Nicolás de los Arroyos, 5 de septiembre de 1944-Buenos Aires, 9 de enero de 2017) fue un abogado y político argentino del Partido Justicialista, que se desempeñó como diputado nacional por la provincia de Buenos Aires en varios períodos (1987-1990, 1999-2003, 2003-2007, 2007-2011 y 2011-2015). Entre otros cargos, fue intendente del Partido de San Nicolás, senador provincial y ministro de Gobierno y Justicia de la provincia de Buenos Aires.

## Biografía
Nació en San Nicolás de los Arroyos en 1944. En política, adhirió tempranamente al peronismo. Abogado laboralista, ejerció la defensa de diversos sindicatos, vinculándose especialmente con la Unión Obrera Metalúrgica (UOM). Entre 1973 y 1976, se desempeñó como prosecretario legislativo del Senado de la Provincia de Buenos Aires.
Con el retorno a la democracia, en 1983 fue elegido intendente del Partido de San Nicolás. En las elecciones legislativas de 1987, fue elegido por primera vez a la Cámara de Diputados de la Nación en representación de la provincia de Buenos Aires. Renunció en septiembre de 1990, cuando el gobernador bonaerense Antonio Cafiero lo designó ministro de Gobierno y Justicia, siendo su período completado por Eduardo Marcelo Kohan.
En las elecciones provinciales de 1991 fue elegido senador de la provincia de Buenos Aires por la 2.° Sección Electoral, siendo reelegido en 1995. Allí fue presidente de la comisión de Asuntos Constitucionales y Acuerdos y del bloque justicialista. En junio de 1997 asumió nuevamente como ministro de Gobierno y Justicia de la provincia, designado por el gobernador Eduardo Duhalde.
En las elecciones legislativas de 1999, fue elegido por segunda vez a la Cámara de Diputados de la Nación en la lista de la Concertación Justicialista en la provincia de Buenos Aires, siendo reelegido en 2003. Entre ese año y 2005 fue presidente del bloque justicialista en la Cámara de Diputados. En 2005 pasó a integrar el bloque del Peronismo Federal (del cual también fue presidente), luego de que en las elecciones legislativas de ese año se postulara al Senado de la Nación por el Frente Justicialista, secundando a Hilda «Chiche» Duhalde. La lista obtuvo el segundo lugar, triunfando la encabezada por Cristina Fernández de Kirchner y José Pampuro.
Desde 2007 adhirió al Frente para la Victoria, por el cual fue reelegido diputado en las elecciones legislativas de ese año y de 2011, finalizando su último período en la Cámara de Diputados en diciembre de 2015.
En el ámbito partidario, fue presidente del consejo del Partido Justicialista (PJ) de la provincia de Buenos Aires. Fue también congresal provincial del PJ desde 1983 y nacional desde 1991, presidente del PJ de San Nicolás y desempeñó otros cargos en el PJ bonaerense.
En abril de 2016 sufrió un accidente cerebrovascular, permaneciendo internado en la ciudad de Buenos Aires hasta su fallecimiento en enero de 2017, a los 72 años. Una avenida de la costanera de San Nicolás de los Arroyos fue nombrada en su honor.